# Cascate di Vandoies
Le cascate di Vandoies (Obervintler Wasserfälle in tedesco), sono delle cascate che si trovano nei pressi del paese di Vandoies, in Val Pusteria, in Alto Adige. Le cascate si trovano a est del centro abitato, lungo il sentiero con il segnavia n° 1. Seguendo il sentiero si giunge subito alla prima cascata, quella più a valle, è anche la più grande, mentre risalendo il sentiero si può arrivare alla seconda cascata, un po' più piccola della prima.